# Zeven Provinciën (1694)
De Zeven Provinciën was een Nederlands linieschip van de Admiraliteit van Rotterdam met 92 tot 94 stukken geschut. Het schip is het vierde schip dat is vernoemd naar de Zeven Provinciën die de voorloper waren van de Republiek der Zeven Verenigde Nederlanden.
De Zeven Provinciën had een lengte van 170 voet en een breedte van 46 voet met een holte van 17 voet en had een bemanning van 525 man. Het was een van de weinige driedekkers (oorlogsschip met drie volledige geschutsdekken) die er in Nederland zijn gebouwd.
In 1696 was het het vlaggenschip van luitenant-admiraal Gerard Callenburgh in de vloot van luitenant-admiraal Philips van Almonde. In de Spaanse Successieoorlog nam het schip deel aan de Nederlands-Engelse vloot van 1702 tot 1703 in de Middellandse Zee als vlaggenschip van schout-bij-nacht Philips van der Goes. Daarnaast nam het schip deel in een actie tegen Cádiz in 1702 en was het vlaggenschip van schout-bij-nacht Paulus van der Dussen tijdens het beleg van Barcelona in 1705. Toen het schip in 1706 de Maas binnenliep en vastliep op de zandbank Hinder, is het verloren gegaan.